# Cánh đồng lúa mì quạ bay
Cánh đồng lúa mì quạ bay (tiếng Anh: Wheatfield with Crows) là tác phẩm tranh sơn dầu sáng tác vào tháng 7 năm 1890 của họa sĩ người Hà Lan, Vincent van Gogh. Theo đánh giá của một số nhà phê bình, đây là một trong những bức tranh xuất sắc nhất của ông.

## Lịch sử
Đây là một trong số những sáng tác cuối cùng mà Van Gogh vẽ ra trong những ngày tháng cuối đời. Hiện tranh đang được trưng bày tại bảo tàng Van Gogh, thành phố Amsterdam.